# Lijst van vlaggen van Vietnam
Dit is een lijst van vlaggen van Vietnam.

## Nationale vlaggen
| Vlag | Periode      | Functie                                | Beschrijving |
| ---- | ------------ | -------------------------------------- | --- |
|      | 1976 - heden | Vlag van Vietnam                       | Zie het hoofdartikel: Vlag van Vietnam |
|      | 1975 - heden | Vlag van de Vietnamezen buiten Vietnam | Deze vlag is verboden in Vietnam omdat het de vlag van de voormalige Republiek Vietnam was. De vlag komt vooral voor bij overzeese Vietnamese gemeenschappen in liberale democratische landen en wordt ook gebruikt door sommige politieke dissidenten in Vietnam. |

## Historische vlaggen
| Vlag | Periode         | Functie                                        | Beschrijving                                        |
| ---- | --------------- | ---------------------------------------------- | --------------------------------------------------- |
|      | ca. 1858 - 1885 | De diplomatieke vlag van het Rijk van Đại Nam. | Geel veld met gouden rand.                          |
|      | ca. 1885 - 1890 | De voorlopige vlag van Đại Nam.                | Nationale naam (大南) gecentreerd op het gele veld. |

## Vlaggen van bestuurders
| Vlag | Periode      | Functie                                                                           | Beschrijving |
| ---- | ------------ | --------------------------------------------------------------------------------- | --- |
|      | 1955 - 1963  | Vlag van de president van Zuid-Vietnam                                            | Geel veld met groene bamboe aan de bovenkant en de rode inscriptie "Tiết-trực tâm-hư" (節直心虛, "eerlijk en bescheiden") aan de onderkant.                                                                      |
|      | 1964 - 1975  | Vlag van de president van Zuid-Vietnam                                            | Wit veld met het wapen van de Republiek Vietnam in het midden. |
|      | 1967 - 1975  | Vlag van de president van Zuid-Vietnam als opperbevelhebber van de strijdkrachten | Standaard van de Opperbevelhebber van de Strijdkrachten. |
|      | 1955 - heden | Vlag van de Volksveiligheid van Vietnam                                           | Een gele ster gecentreerd op een rood veld, en gele inscriptie "Bảo vệ an ninh tổ quốc" (Bescherming van de veiligheid van het vaderland) in de bovenste rand.                                                   |
|      | 1955 - 1975  | Vlag van de Nationale Politie van de Republiek Vietnam                            | Een groene vlag met het motto "Tổ quốc, Công minh - Liêm chính" (Vaderland, Gerechtigheid - Integriteit) bovenaan, het politieembleem in het midden en de naam "Cảnh sát Quốc gia" (Nationale Politie) onderaan. |
|      | 1955 - 1975  | Vlag van de Nationale Politie van de Republiek Vietnam (Variant)                  | RVN-politiesymbool op de vlag van Zuid-Vietnam met groene achtergrond. |

## Militaire vlaggen

### Volksleger van Vietnam
| Vlag | Periode      | Functie                                  | Beschrijving |
| ---- | ------------ | ---------------------------------------- | --- |
|      | 1955 - heden | Vlag van het Vietnamese volksleger       | Een gele ster gecentreerd op een rood veld, en gele inscriptie "Quyết thắng" (vastbesloten om te winnen) in het bovenste kanton. |
|      | 1958 - heden | Vlag van de Vietnamese grenswacht        | Vlag van het Vietnamese volksleger met militaire tak/eenheidsnaam "Biên phòng Việt Nam" onderaan.                                |
|      | 1959 - heden | Vlag van de Vietnamese Volksluchtmacht   | Vlag van het Vietnamese volksleger met militaire tak/eenheidsnaam "Quân chủng Phòng không - Không quân" onderaan.                |
|      | 1955 - heden | Vlag van de Vietnamese Volksmarine       | Vlag van het Vietnamese volksleger met militaire tak/eenheidsnaam "Quân chủng Hải quân" onderaan.                                |
|      | 2014 - heden | Marinevlag van de Vietnamese Volksmarine | Een witte vlag met een embleem van de Vietnamese Volksmarine in de top en een blauwe streep eronder.                             |

### Historische vlaggen
| Vlag | Periode     | Functie                                      | Beschrijving |
| ---- | ----------- | -------------------------------------------- | --- |
|      | 1923 - 1945 | Vlag van Tirailleurs indochinois             | Franse driekleur in het kanton op een geel veld.                                                                   |
|      | 1929 - 1946 | Vlag van het Vietnamese Revolutionaire Leger | Twee gelijke diagonale vlakken, rood (boven) en geel (onder).                                                      |
|      | 1930 - 1931 | Vlag van de Rode Garde (Nghe-Tinh Opstand)   | Effen rode vlag.                                                                                                   |
|      | 1945 - 1960 | Vlag van Bình Xuyên.                         | Een donkerrode banier en een kleine blauwe banier binnenin, een kleine gele ster gecentreerd op een blauwe banier. |

### Militaire strijdkrachten van de Republiek Vietnam
| Vlag | Periode           | Functie                                                               | Beschrijving                                                              |
| ---- | ----------------- | --------------------------------------------------------------------- | ------------------------------------------------------------------------- |
|      | 1965 - 1975       | Oorlogsvlag van de Republiek Vietnam.                                 | Gele vlag met drie strepen en het embleem (gouden adelaar) in het midden. |
|      | 1965 - 1975       | Vlag van de strijdkrachten van de Republiek Vietnam.                  |                                                                           |
|      | 1949 - 1955       | Vlag van het Vietnamese Nationale Leger.                              | Gele vlag met drie strepen en de naam van de staat Vietnam.               |
|      | 1965 - 1975       | Vlag van het leger van de Republiek Vietnam.                          |                                                                           |
|      | 1965 - 1975       | Vlag van de luchtmacht van de Republiek Vietnam.                      |                                                                           |
|      | 1965 - 1975       | Vlag van de marine van de Republiek Vietnam.                          |                                                                           |
|      | 1952 - 1975       | Marinevlag van de Staat Vietnam en de Republiek Vietnam.              | Geel veld met drie rode strepen en een anker in het midden.               |
|      | 1968 - 1975       | Vlag van de mariniersdivisie van de Republiek Vietnam.                |                                                                           |
|      | 1967 - 1975       | Vlag van de minister van Nationale Defensie.                          |                                                                           |
|      | 1967 - 1975       | Vlag van de Commandant van de Gezamenlijke Generale Staf van de ARVN. |                                                                           |
|      | jaren 1960 - 1975 | Vlag van het ARVN I-korps                                             |                                                                           |
|      | 1958 - 1975       | Vlag van het ARVN II-korps                                            |                                                                           |
|      | 1959 - 1975       | Vlag van het ARVN II-korps                                            |                                                                           |
|      | 1955 - 1975       | Vlag van het ARVN IV-korps                                            |                                                                           |

## Vlaggen van etnische minderheden
| Vlag | Periode | Functie          | Beschrijving |
| ---- | ------- | ---------------- | --- |
|      |         | Vlag van de Cham | Een verticale driekleur met de kleuren blauw, groen en rood en een foto van een geelwitte bloem (Plumeria alba) in het middelste (groene) veld. |

## Vlaggen van politieke partijen
| Vlag | Periode      | Functie | Beschrijving                                              |
| ---- | ------------ | --- | --------------------------------------------------------- |
|      | 1954 - 1963  | Vlag van de Personalistische Revolutionaire Arbeiderspartij                                                          |                                                           |
|      | 1930 - heden | Vlag van de Communistische Partij van Vietnam                                                                        | Een gele hamer en sikkel in het midden van een rood veld. |
|      | 1967 - 1975  | Vlag van de Democratische Partij in Zuid-Vietnam (1967-1969), en het Nationaal Sociaaldemocratisch Front (1969-1975) | Een rode ster in het midden van een geel veld.            |
|      | 1969 - 1975  | Vlag van de Nationale Progressieve Beweging                                                                          |                                                           |
|      | 1927 - 1975  | Vlag van de Nationalistische Partij van Groot-Vietnam en de Nationalistische Partij van Vietnam                      |                                                           |
|      | 1969 - 1975  | Vlag van het Vietnamese Arbeiders- en Boerenpartij                                                                   |                                                           |
|      | 1946 - 1975  | Vlag van de Vietnamese Democratische Socialistische Partij                                                           |                                                           |

## Religieuze vlaggen
| Vlag | Periode          | Functie                                                    | Beschrijving |
| ---- | ---------------- | ---------------------------------------------------------- | --- |
|      |                  | Vijfkleurige vlag                                          | Vijf concentrische vierkanten in rood, groen, geel en blauw, die Wu Xing (ngũ hành) voorstellen.                     |
|      | 20e eeuw - heden | Vlag van de Katholieke Kerk in Vietnam                     | Twee gelijke horizontale banden in de kleuren geel (boven) en wit.                                                   |
|      | 1926 - heden     | Vlag van Cao Dai                                           | Een driekleur die bestaat uit drie even brede verticale banen, vanaf de stok in de kleuren geel, lichtblauw en rood. |
|      | 1927 - heden     | Vlag van de Evangelische Kerk van Vietnam                  | Zie het hoofdartikel: Christelijke vlag                                                                              |
|      | 1939 - heden     | Vlag van Hòa Hảo                                           | Effen donkerrode vlag                                                                                                |
|      | 1964 - heden     | Vlag van het Boeddhistische geloofsgemeenschap van Vietnam | Zie het hoofdartikel: Boeddhistische vlag                                                                            |